# Кирилов Сергій Валерійович
Сергій Валерійович Кири́лов (нар. 30 березня 1968, Жданов) — український живописець; член Національної спілки художників України з 2000 року.

## Біографія
Народився 30 березня 1968 року в місті Жданові (нині Маріуполь, Донецька область, Україна). 1991 року закінчив художньо-оформлювальне відділення Ленінградського політехнікуму відновлювального центру Всеросійського товариства глухих. 
Жив у Маріуполі, в будинку на вулиці Пилипа Орлика, № 116, квартира 29.

## Творчість
Працює у галузі станкового живопису. Мастихіном створює натюрморти і пейзажі у стилі сучасного імпресіонізму з елементами абстракціонізму і реалізму. Серед робіт:
- «Білий натюрморт» (1994);
- «Волошковий ранок» (1994);
- «Жовті хризантеми» (1996);
- «Перший сніг» (1998);
- «Березень» (2001);
- «Нічні тіні» (2001);
- «Квітка кохання» (2002);
- «Крокус» (2002);
- «Лілія» (2002);
- «Квітка» (2002);
- «Пеларгонія» (2002);
- «Троянда», «Цикламен» (2002);
- серія «Пейзажі» (з 2001 року).

Бере участь у міських, всеукраїнських, міжнарожних мистецьких виставках з 1994 року.
Деякі картини художника зберігаються у музеях України, Росії, Італії, Греції.